# 聖莫尼卡 (佛羅里達州)
聖莫尼卡（英語：Santa Monica）是位於美國佛羅里達州貝縣的一個非建制地區。該地的面積和人口皆未知。

## 地理
聖莫尼卡的座標為30°15′01″N 85°56′38″W / 30.25028°N 85.94389°W，而該地的平均海拔高度為0米（即0英尺）。